# Mélanie Matranga
Pour les articles homonymes, voir Matranga.
Mélanie Matranga, née en 1985 à Marseille, est une artiste française.

## Biographie
Née à Marseille, Mélanie Matranga étudie à l’École nationale supérieure des beaux-arts, où elle obtient son diplôme en 2011.
Elle est la première artiste française à recevoir le Frieze Artist Award en 2014.

## Expositions
2014 : L'époque, les humeurs, les valeurs, l'attention à la Fondation d'entreprise Ricard
2015 : 反复 [fanfu] au Palais de Tokyo
2018 : Villa Vassillief

## Récompenses
2014 : Prix de la Frieze Art Fair de Londres
2018 : nommée au prix AWARE.